# Рошіорі (Сату-Маре)
Рошіорі (рум. Roșiori) — село у повіті Сату-Маре в Румунії. Входить до складу комуни Валя-Вінулуй.
Село розташоване на відстані 425 км на північний захід від Бухареста, 28 км на схід від Сату-Маре, 107 км на північ від Клуж-Напоки.

## Населення
За даними перепису населення 2002 року у селі проживали 547 осіб, з них 543 особи (99,3%) румунів. Рідною мовою 543 особи (99,3%) назвали румунську.